# ألبرتو لويز دي سوزا
ألبرتو لويز دي سوزا (بالبرتغالية: Alberto Luiz de Souza‏) (27 أبريل 1975 في كامبو غراندي في البرازيل – )؛ هو لاعب كرة قدم كان يلعب كمهاجم.

## وصلات خارجية
- ألبرتو لويز دي سوزا على موقع رابطة كرة القدم اليابانية للمحترفين (اليابانية)
- ألبرتو لويز دي سوزا على موقع قاعدة بيانات كرة القدم.إي يو (الإنجليزية)
- ألبرتو لويز دي سوزا على موقع Soccerway.com (الإنجليزية)
- ألبرتو لويز دي سوزا على موقع عالم كرة القدم.نت (الإنجليزية)